# Rørbæk-Grynderup-Stenild Pastorat
Rørbæk-Grynderup-Stenild Pastorat er et himmerlandsk pastorat i Rebild Provsti (Aalborg Stift), som består af følgende tre sogne:
- Rørbæk Sogn
- Grynderup Sogn
- Stenild Sogn

I alt har pastoratet godt 1.300 indbyggere, hvoraf omkring 95% er medlemmer af Folkekirken. Den nuværende sognepræst er, siden 1989, Herluf Steen Christensen.
Før provstireformen i forbindelse med Kommunalreformen i 2007 lå pastoratet i Sydvesthimmerlands Provsti, Viborg Stift.

## Kommuner
Indtil 1966 udgjorde pastoratet sognekommunen Rørbæk-Grynderup-Stenild. I 1966 blev denne kommune lagt sammen med (Kongens) Tisted-Binderup-Durup Sognekommune, og Rørbæk-Nørager Kommune opstod. Området kom til Nørager Kommune i 1970 og til Rebild Kommune i 2007.